# Юшатирка
Юшати́рка (рос. Юшатырка, башк. Юшатыр) — присілок у складі Куюргазинського району Башкортостану, Росія. Входить до складу Мурапталовської сільської ради.
Населення — 222 особи (2010; 200 в 2002).
Національний склад:
- росіяни — 43%
- башкири — 36%